# Liss
Liss er et dansk band fra Aarhus. Gruppen udgav sin debut-ep, Try, i november 2015. Ep'en modtog ros fra musikmagasiner som Clash, Noisey og The Fader. Musiker og radiovært Pharrell Williams har flere gange spillet bandets sange i sit Beats 1-program OTHERtone, hvilket har givet Liss international opmærksomhed.

## Medlemmer
- Søren Holm (død 25. maj 2021[6]) – vokal.
- Villads Tyrrestrup – bas og vokal.
- Vilhelm Strange – guitar.
- Tobias Laust – trommer.

## Diskografi
Singler og ep'er
- "Try/Always" (2015)
- "Sorry" (2016)
- "First" (2016)
- "Talk to Me" (2019)
- "Reputation" (2019)
- "Second" (2019)
- "Leave me on the floor" (2020)